# Catharina van Boetzelaer
Catharina van Boetzelaer of van den Boetzelaer (ca. 1530 - na maart 1567) was een calvinistische edelvrouw die betrokken was in de Geuzenopstand in de Spaanse Nederlanden. Ze zette zich in voor het Eedverbond der Edelen en voor het organiseren van hagenpreken in Vlaanderen.

## Leven
Ze was een van de minstens acht kinderen van Wessel VI van Boetzelaer († 1575) en Françoise van Praet († 1562). Als enige dochter groeide ze op in Gelre en Zuid-Holland en trouwde ze in 1552 met Jacob van Vlaanderen. Van zijn oom Lodewijk IV van Vlaanderen erfde deze de heerlijkheid Woestijne, waar Aalter onder viel. Het echtpaar ging er op het Vrijthof in de dorpskern wonen.
Naar het voorbeeld van haar protestantse ouders beleed Boetzelaer een militant calvinisme. In 1561 verbood zij de parochiepriester op Allerzielen de klokken te luiden. In september 1564 stelde het Brugse Vrije een onderzoek in naar aanleiding van een bezoek aan Aalter van haar broer Rutger VI van Boetzelaer en zijn vrouw Agnes van Belle, beiden verdacht van ketterij. Rond kerst 1565 hield ze op haar kasteel een geheime bijeenkomst waar Jan van Marnix zijn oppositieplannen kwam uiteenzetten. Haar neef Dirk van Batenburg en Jacob van Belle waren erbij en sloten zich aan bij het voorgestelde Eedverbond der Edelen. 
In de lente van 1566 ontving Boetzelaer te Aalter de predikant Herman Moded, tegen wie een arrestatiebevel was uitgevaardigd. Ze plande mee diens succesvolle hagenpreken, die op 14 juni begonnen bij Oudenaarde en zich naar Antwerpen bewogen. Begin juli maakten de Aalternaren kennis met het calvinisme door een preek van Moded. Ook gaf ze op 28 juli toestemming voor een hagenpreek door Joris Wybo in een herberg van haar heerlijkheid Oedelem. Na nieuw overleg op haar kasteel op 31 juli ging Moded verder naar Deinze en Brugge. Na de godsdienstige versoepeling van Margaretha van Parma op 23 augustus 1566 liet ze Pieter Carpentier wekelijks een calvinistische dienst houden in het Vrijthof. In de kerk liet ze afkondigen dat iedereen welkom was. 
Kort voordien, op 17 augustus, was haar man overleden. Ze hertrouwde hetzelfde jaar of het volgende. Een aanzoek van de Gentse jonker Karel Utenhove wees ze af, om te kiezen voor de geuzenleider Frans van Haeften. Die winter werd haar kasteel opnieuw een trefpunt voor hervormingsgezinde edelen. Vanuit Nokere bezorgde Filips van Wissekerke haar de nieuwste geschriften uit het calvinistencentrum Emden. Maar Aalter bleef onder de omstandigheden vrij rustig en de Beeldenstorm hield geen huis in de kerk, die de katholieke ritus in ere hield.

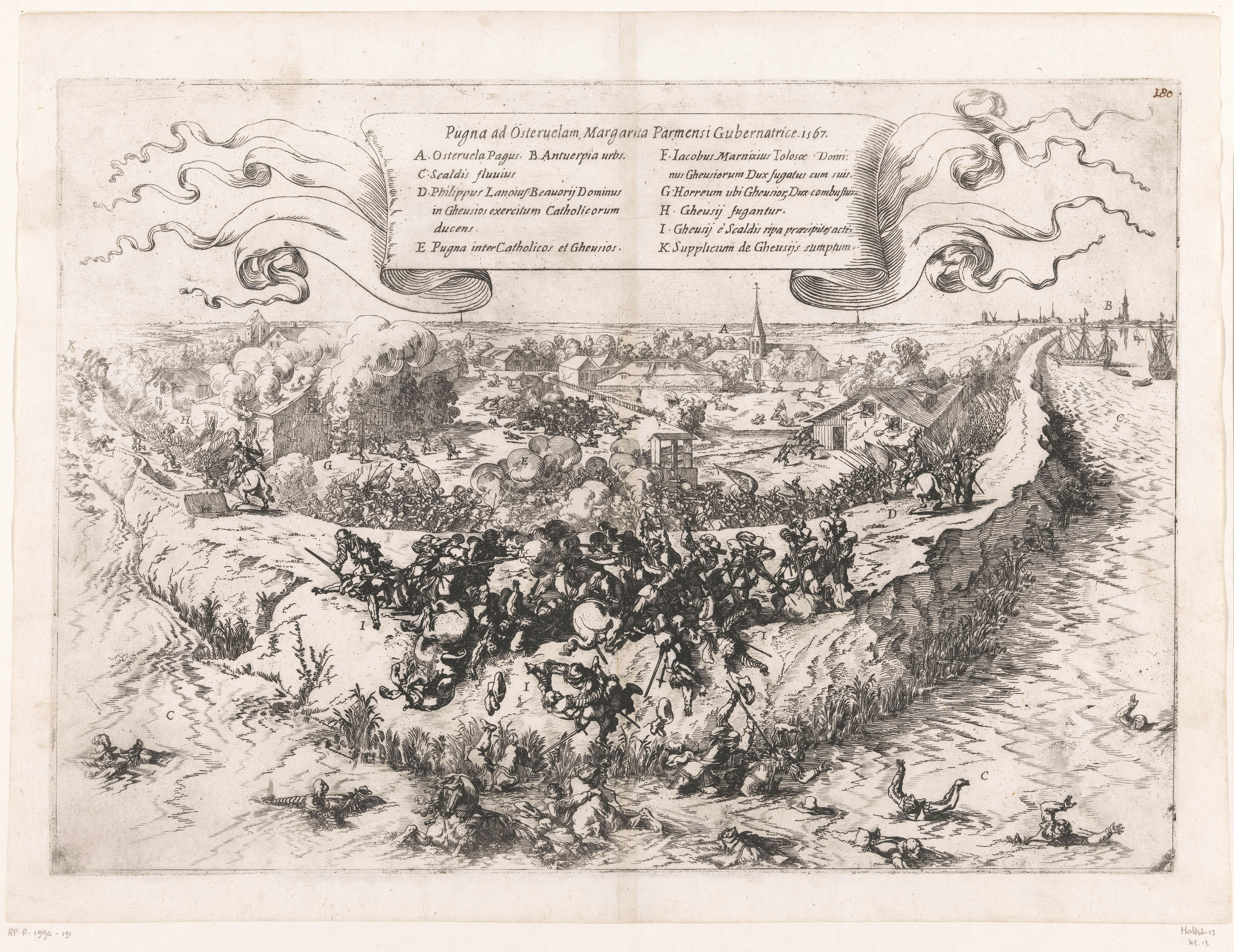
De Slag bij Oosterweel (1567)

Ondertussen trok een geuzenleger onder Jan van Marnix zich samen in Oosterweel onder de muren van Antwerpen. Samen met diens echtgenote Catharina van Goor kwam Boetzelaer hen aanvuren in hun kamp, waar ook haar broer Wessel verbleef. Ze polste of Jan Bloys van Treslong het leiderschap wilde opnemen en beloofde verder te ronselen. Op 13 maart 1567 kon ze slechts machteloos toekijken vanop de stadsmuren van Antwerpen hoe het geuzenleger werd vernietigd in de Slag bij Oosterweel. Ook Marnix en haar broer sneuvelden. Tot overmaat van ramp troffen de Spanjaarden belastende brieven van haar hand aan.
Boetzelaer en haar echtgenoot werden voor verhoor gedagvaard door de Raad van Beroerten. Op dat moment waren ze al apart over de grens gevlucht, Boetzelaer met haar zoontje Lodewijk. Op 27 februari 1568 werd ze bij verstek veroordeeld tot eeuwige verbanning en verbeurdverklaring van goederen. De achtergeblevenen verging het nog minder goed: uit de door haar gevormde kerngroep in Aalter werden drie personen terechtgesteld omdat ze weigerden hun geloof af te zweren (de griffier Simon Stalpaert, de pastoor Adriaan van Maldreghem en de amman Jan de Dendere). Over wat er van haar is geworden, zwijgen de bronnen. Vermoedelijk had ze nog contact met Filips van Marnix van Sint-Aldegonde, want haar zoon trouwde later met diens dochter Maria.
Wat Boetzelaer ertoe dreef om lokaal en zelfs nationaal op het voorplan van de oppositie te treden, lijken hoofdzakelijk religieus-familiale motieven te zijn geweest. Frustratie over de centralisatiepolitiek wordt niet vermoed, want als vrouw kwam ze sowieso niet in aanmerking voor hogere bestuursfuncties, en met haar riante vermogen van circa 75.000 gulden is ook verarming weinig aannemelijk als beweegreden. Uit familiale solidariteit en uit overtuiging stuurde ze initieel aan op een elite-protestantisme in haar streek, ongetwijfeld met het idee dat na de kerngroep het gewone volk wel zou volgen.

## Huwelijken
In 1552 trouwde Van Boetzelaer met Jacob van Vlaanderen, vrijheer van Praet, heer van Beveren en Onlede. Ze kregen minstens één zoon, Lodewijk V van Vlaanderen. Na de dood van haar echtgenoot trad ze in 1566 of 1567 opnieuw in het huwelijk met Frans van Haeften († 1573). 

## Voetnoten
1. ↑  Zie Decavele (2004) en Kuiken (2014). Valkeneers en Soen (2015) spreken enkel over een lijst van geëxecuteerde en verbannen personen d.d. 27 november 1568, waarop zij voorkwam.

- Biografisch Portaal: 11033377